# Paulo de Faria
Paulo de Faria este un oraș în São Paulo (SP), Brazilia.